# Deltoptila
Deltoptila LaBerge & Michener, 1963 — род пчёл, из трибы Anthophorini семейства Apidae.Собирательные волоски образуют так называемую корзинку. 

## Распространение
Неотропика: Гватемала, Коста-Рика, Мексика.

## Классификация
Около 10 видов.
- Deltoptila aurulentocaudata (Dours, 1869)
- Deltoptila badia (Dours, 1869)
- Deltoptila costaricensis (Friese, 1917)
- Deltoptila elefas (Friese, 1917)
- Deltoptila fulva (Smith, 1879)
- Deltoptila montezumia (Smith, 1879) typus (=Habropoda montezumia Smith, 1879)
- Deltoptila pexata LaBerge & Michener, 1963
- Другие виды